# Hogna petersi
Hogna petersi là một loài nhện trong họ Lycosidae.
Loài này thuộc chi Hogna. Hogna petersi được Ferdinand Karsch miêu tả năm 1878.